# Claville-Motteville
Pour les articles homonymes, voir Claville et Motteville.
Claville-Motteville est une commune française située dans le département de la Seine-Maritime en région Normandie.

## Géographie

### Localisation
| Authieux-Ratiéville | Bosc-le-Hard               | Esteville                 |
|                     | Claville-Motteville        | Saint-Germain-sous-Cailly |
| Fontaine-le-Bourg   | Saint-Georges-sur-Fontaine | Saint-André-sur-Cailly    |

### Hydrographie
La commune est située dans le bassin Seine-Normandie. Elle est drainée par le Cailly et un bras du Cailly,,.
Le Cailly, d'une longueur de 29 km, prend sa source dans la commune de Cailly et se jette  dans la Seine à Rouen, après avoir traversé douze communes. Les caractéristiques hydrologiques de le Cailly sont données par la station hydrologique située sur la commune de Cailly. Le débit moyen mensuel est de 0,145 m3/s. Le débit moyen journalier maximum est de 1,63 m3/s, atteint lors de la crue du 26 décembre 1999. Le débit instantané maximal est quant à lui de 7,48 m3/s, atteint le 2 juin 2021.
Un plan d'eau complète le réseau hydrographique : le plan d'eau de Gouville (3,7 ha),.

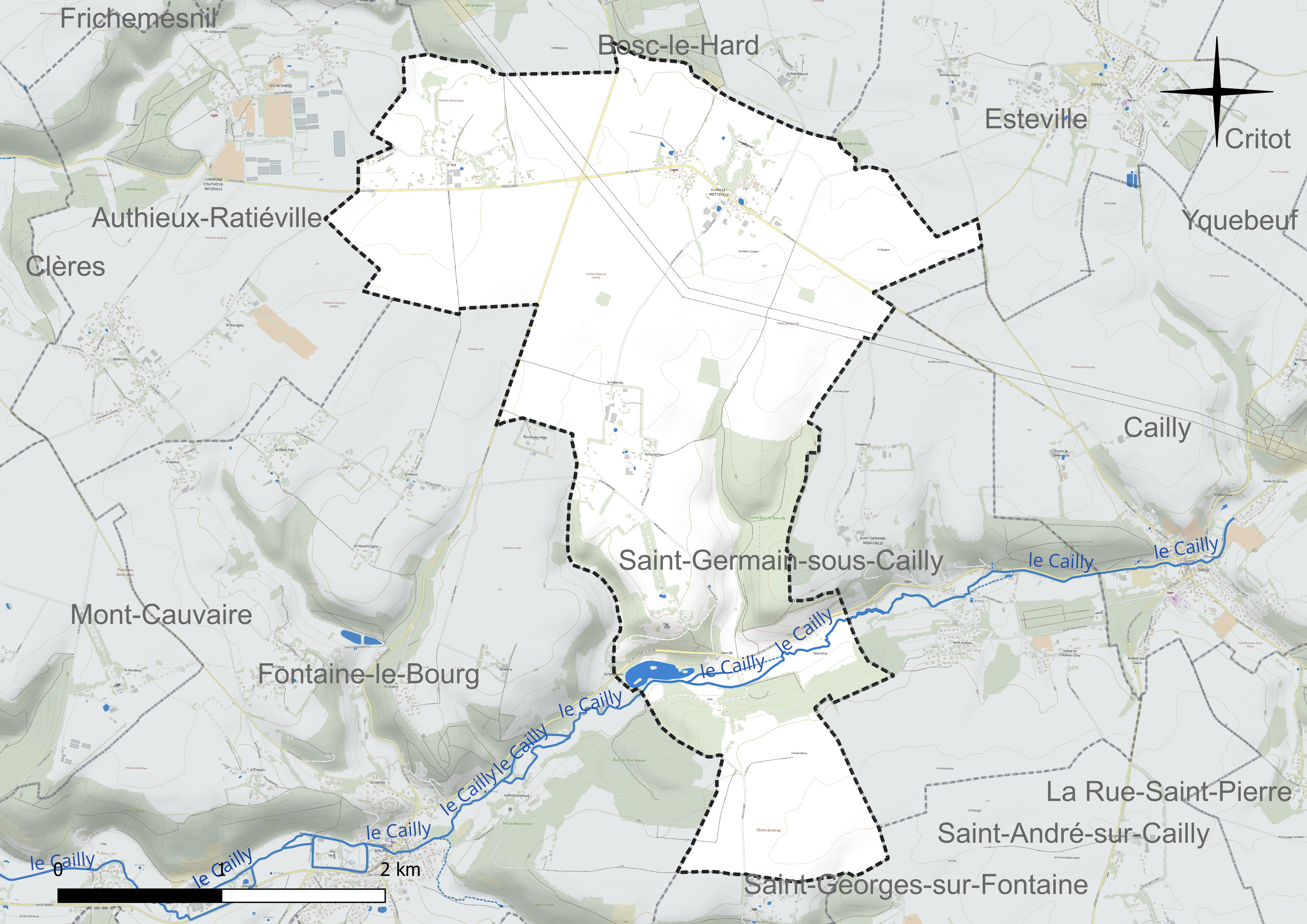
Réseau hydrographique de Claville-Motteville.

### Climat
Pour des articles plus généraux, voir Climat de la Normandie et Climat de la Seine-Maritime.
En 2010, le climat de la commune est de type climat océanique dégradé des plaines du Centre et du Nord, selon une étude du CNRS s'appuyant sur une série de données couvrant la période 1971-2000. En 2020, Météo-France publie une typologie des climats de la France métropolitaine dans laquelle la commune est exposée à un climat océanique et est dans la région climatique Côtes de la Manche orientale, caractérisée par un faible ensoleillement (1 550 h/an) ; forte humidité de l’air (plus de 20 h/jour avec humidité relative > 80 % en hiver), vents forts fréquents. Parallèlement le GIEC normand, un groupe régional d’experts sur le climat, différencie quant à lui, dans une étude de 2020, trois grands types de climats pour la région Normandie, nuancés à une échelle plus fine par les facteurs géographiques locaux. La commune est, selon ce zonage, exposée à un « climat maritime », correspondant au Pays de Caux, frais, humide et pluvieux, légèrement plus frais que dans le Cotentin.
Pour la période 1971-2000, la température annuelle moyenne est de 10,2 °C, avec une amplitude thermique annuelle de 14,1 °C. Le cumul annuel moyen de précipitations est de 890 mm, avec 13,4 jours de précipitations en janvier et 8,8 jours en juillet. Pour la période 1991-2020, la température moyenne annuelle observée sur la station météorologique la plus proche, située sur la commune de Rouen à 19 km à vol d'oiseau, est de 12,6 °C et le cumul annuel moyen de précipitations est de 817,9 mm,. Pour l'avenir, les paramètres climatiques de la commune estimés pour 2050 selon différents scénarios d’émission de gaz à effet de serre sont consultables sur un site dédié publié par Météo-France en novembre 2022.

## Urbanisme

### Typologie
Au 1er janvier 2024, Claville-Motteville est catégorisée commune rurale à habitat dispersé, selon la nouvelle grille communale de densité à sept niveaux définie par l'Insee en 2022.
Elle est située hors unité urbaine. Par ailleurs la commune fait partie de l'aire d'attraction de Rouen, dont elle est une commune de la couronne,. Cette aire, qui regroupe 317 communes, est catégorisée dans les aires de 200 000 à moins de 700 000 habitants,.

### Occupation des sols
L'occupation des sols de la commune, telle qu'elle ressort de la base de données européenne d’occupation biophysique des sols Corine Land Cover (CLC), est marquée par l'importance des territoires agricoles (86,5 % en 2018), une proportion identique à celle de 1990 (86,5 %). La répartition détaillée en 2018 est la suivante : 
terres arables (67,7 %), forêts (13,5 %), zones agricoles hétérogènes (9,9 %), prairies (8,9 %). L'évolution de l’occupation des sols de la commune et de ses infrastructures peut être observée sur les différentes représentations cartographiques du territoire : la carte de Cassini (XVIIIe siècle), la carte d'état-major (1820-1866) et les cartes ou photos aériennes de l'IGN pour la période actuelle (1950 à aujourd'hui).

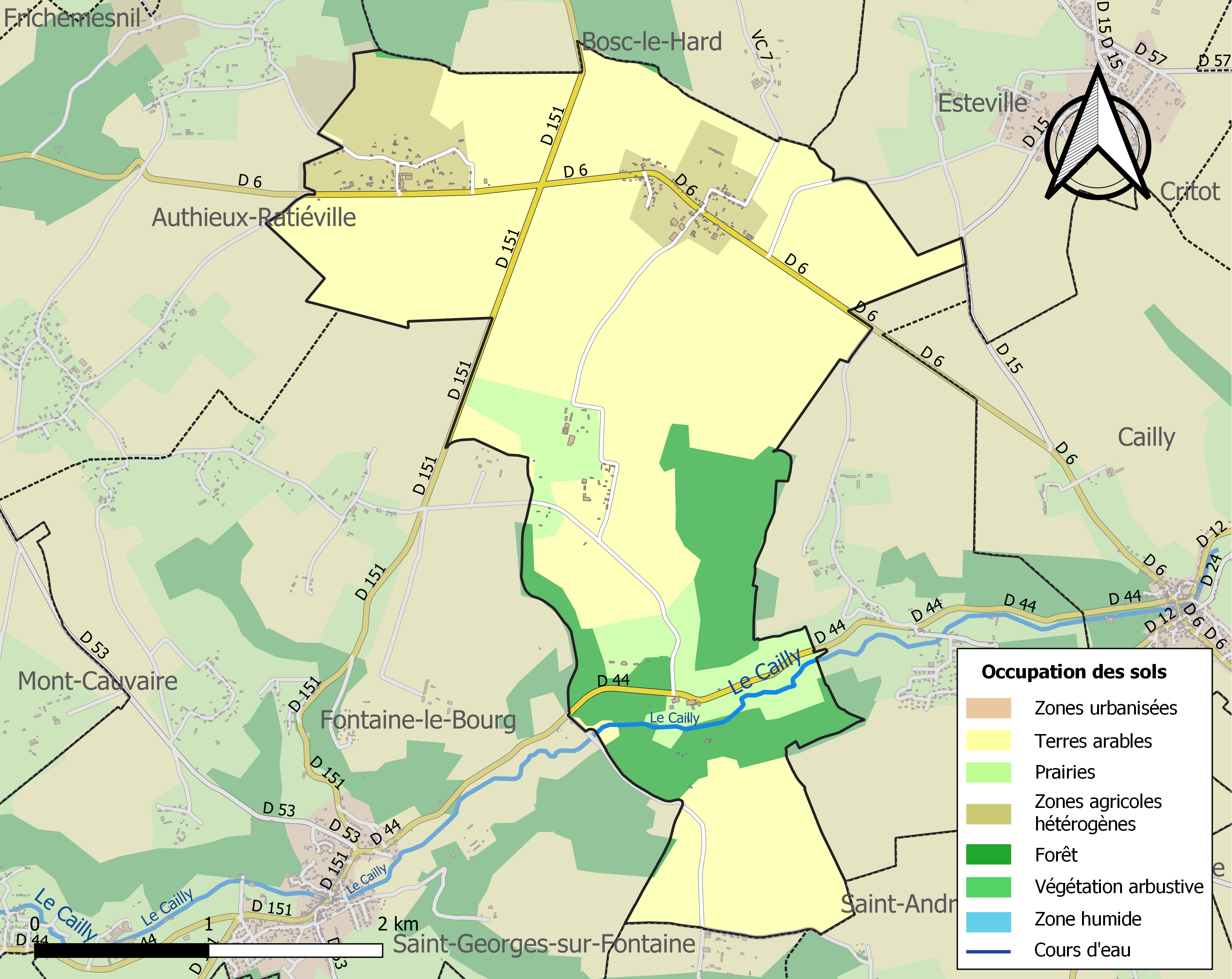
Carte des infrastructures et de l'occupation des sols de la commune en 2018 (CLC).

## Toponymie
Le nom de la localité est attesté sous les formes Clavilla au XIe siècle, Claville en 1319 (Archives départementales de la Seine-Maritime, G 3267), Claville aujourd'hui Motteville en 1757 (Cassini), Motteville Claville 1763 (Arch. S.-M. G 8062), Claville dit Motteville en 1788 (Dict.), Claville Motteville en 1793, Clarville-Motteville en 1801.

## Politique et administration
| Période                                  | Période                    | Identité                 | Étiquette | Qualité |
| ---------------------------------------- | -------------------------- | ------------------------ | --------- | ------- |
| Les données manquantes sont à compléter. |                            |                          |           |         |
|                                          | 1936                       | Georges de Germiny       |           |         |
| Les données manquantes sont à compléter. |                            |                          |           |         |
| mars 2001                                | mars 2014                  | Maurice Vittecoq         |           |         |
| mars 2014                                | mai 2020                   | Bernard Gaillon          |           |         |
| juillet 2020                             | En cours (au 10 août 2020) | François-Régis du Mesnil |           |         |

## Population et société

### Démographie
L'évolution du nombre d'habitants est connue à travers les recensements de la population effectués dans la commune depuis 1793. Pour les communes de moins de 10 000 habitants, une enquête de recensement portant sur toute la population est réalisée tous les cinq ans, les populations de référence des années intermédiaires étant quant à elles estimées par interpolation ou extrapolation. Pour la commune, le premier recensement exhaustif entrant dans le cadre du nouveau dispositif a été réalisé en 2006.

En 2022, la commune comptait 259 habitants, en évolution de −6,83 % par rapport à 2016 (Seine-Maritime : +0,35 %, France hors Mayotte : +2,11 %).
| 1793 | 1800 | 1806 | 1821 | 1831 | 1836 | 1841 | 1846 | 1851 |
| ---- | ---- | ---- | ---- | ---- | ---- | ---- | ---- | ---- |
| 254  | 233  | 230  | 228  | 396  | 407  | 409  | 414  | 412  |

| 1856 | 1861 | 1866 | 1872 | 1876 | 1881 | 1886 | 1891 | 1896 |
| ---- | ---- | ---- | ---- | ---- | ---- | ---- | ---- | ---- |
| 430  | 371  | 359  | 372  | 366  | 319  | 347  | 318  | 289  |

| 1901 | 1906 | 1911 | 1921 | 1926 | 1931 | 1936 | 1946 | 1954 |
| ---- | ---- | ---- | ---- | ---- | ---- | ---- | ---- | ---- |
| 273  | 275  | 229  | 231  | 259  | 240  | 239  | 258  | 243  |

| 1962 | 1968 | 1975 | 1982 | 1990 | 1999 | 2006 | 2011 | 2016 |
| ---- | ---- | ---- | ---- | ---- | ---- | ---- | ---- | ---- |
| 224  | 251  | 207  | 268  | 243  | 233  | 249  | 275  | 278  |

| 2021 | 2022 | - | - | - | - | - | - | - |
| ---- | ---- | - | - | - | - | - | - | - |
| 267  | 259  | - | - | - | - | - | - | - |

## Culture locale et patrimoine

### Lieux et monuments
L'église Notre-Dame-de-l'Assomption : dans l'église, les fonts baptismaux du XIIIe siècle, dont les figures ont disparu, proviennent de l'ancienne église de Gouville. L'autel du chœur est enrichi d'un tableau de l'Assomption de la Vierge donné en 1730 par le curé Ancel. Avant la Révolution, l'église dépend du doyenné de Cailly. Pierre Baudoin, curé de la paroisse à partir de 1639, crée une confrérie de charité dénommée Notre-Dame de Consolation.

### Patrimoine naturel
Site classé
- Arbre phénomène constitué par la réunion de deux hêtres et un frêne en un seul fût et situé dans un herbage de la ferme de Cambour.

### Personnalités liées à la commune
- Albert Malet (1912-1986), peintre de l'École de Rouen, fut enseignant à Claville-Motteville et y est inhumé.

### Héraldique
| Armes de Claville-Motteville | Les armes de la commune de Claville-Motteville se blasonnent ainsi : D’or au ballon monté de gueules chargé de deux clés d’or passées en sautoir, la nacelle et les haubans maintenus par deux lions de sable affrontés. Création Denis Joulain. Adopté le 22 avril 2011. |